# Zsolt Nagy (Fußballspieler, 1993)
Zsolt Nagy (* 25. Mai 1993 in Székesfehérvár) ist ein ungarischer Fußballspieler.

## Karriere

### Verein
Nachdem er bis 2004 in der Jugend von Lovasberényi TE gespielt hatte, war er später bis 2007 in der vom Videoton aktiv und wechselte im September des Jahres dann in die des Puskás Akadémia FC. Dort durchlief er dann auch die weiteren U-Mannschaften, wechselte dann im Sommer 2011 innerhalb der U19 aber wieder zu Videoton, wo er nach einem Jahr dann auch Teil der Zweiten Mannschaft wurde. Im Februar 2013 wurde er hiervon dann wiederum zurück zu Puskás verliehen, wo er am 23. März 2013 dann auch sein Debüt in der Zweiten Liga hatte. Dort kam er im weiteren Saisonverlauf dann auch zu weiteren Einsätzen und stieg mit der Mannschaft in die Erste Liga auf. Am Ende schloss er sich zur nächsten Saison auch wieder fest dem Klub an. Hier kam er nun auch sporadisch wieder zum Einsatz, kehrte als Leihspieler aber im Sommer 2014 bis zum Ende des Jahres wieder zu Videoton zurück, diesmal aber zur ersten Mannschaft. Sein einziger Einsatz dort, war jedoch nur Pokal-Partie.
Nach seiner Rückkehr bekam er nun mehr Einsätze, musste nach der Spielrunde 2015/16 aber auch den Abstieg mit seiner Mannschaft hinnehmen. Infolgedessen folgte eine weitere Leihe zum Aqvital FC Csákvár, wo er aber auch in der Zweiten Liga spielte. Nach einer Pause in der Sommerpause 2018 wurde diese Leihe dann noch einmal bis Ende 2018 fortgesetzt. Seit Anfang 2019 ist er somit konstant Teil der Mannschaft von Puskás Akadémia. Wo er nun wieder in der ersten Liga zu Einsätzen kommt.

### Nationalmannschaft
Sein Debüt im Trikot der A-Nationalmannschaft hatte er am 15. November 2019 wo er bei einer 1:2-Freundschaftsspielniederlage gegen Uruguay, zur 75. Minute für Mihály Korhut eingewechselt wurde. Danach folgte noch eine Qualifikationspartie für die Europameisterschaft 2020.
Nach einer längeren Pause ohne weitere Partie, absolvierte er mit dem Team ab Oktober 2021 mehrere Partien in der Quali für die WM 2022, worauf im nächsten Jahr die Nations League 2022/23 folgte. Im Herbst 2023 kamen dann auch noch ein paar Partien der Qualifikation für die Europameisterschaft 2024 dazu.